# Cymbopappus
Cymbopappus é um género botânico pertencente à família Asteraceae.